# Nam vương Thế giới 2012
Nam vương Thế giới 2012 là cuộc thi Nam vương Thế giới lần thứ 7 được tổ chức tại Kent County Showground, Kent, Anh, vào ngày 24 tháng 11 năm 2012. Kamal Ibrahim đến từ Ireland trao lại vuơng miện cho người kế nhiệm, Francisco Escobar đến từ Colombia.

## Kết quả

### Thứ hạng
| Kết quả                 | Thí sinh |
| ----------------------- | --- |
| Nam vương Thế giới 2012 | - Colombia – Francisco Escobar |
| Á vương 1               | - Philippines – Andrew Wolff |
| Á vương 2               | - Ireland – Leo Delaney |
| Top 10                  | - Bỉ – Gianni Sennesael - Canada – Francesco Cena - Croatia – Vanja Grgeć - Anh – Roland Johnson - Liban – Rodolphe Nader - Perú – Rodrigo Fernandini - Việt Nam – Trương Nam Thành |

### Thứ tự gọi tên
| Top 10 1. Việt Nam 2. Philippines 3. Canada 4. Ireland 5. Croatia 6. Peru 7. Bỉ 8. Colombia 9. Anh 10. Liban | Top 3 1. Ireland 2. Colombia 3. Philippines |

## Các phần thi

### Sports
| Kết quả     | Thí sinh |
| ----------- | --- |
| Chiến thắng | - Ireland – Leo Delaney |
| Top 12      | - Colombia – Francisco Escobar - Croatia – Vanja Grgeć - Honduras – Kilber Ponce - Nhật Bản – Shuhei Arai - Martinique – David Fortune - México – Enrique Mayagoitia - Philippines – Andrew Wolff - Ba Lan – Krystian Kurowski - Bồ Đào Nha – Paulo Jórge Soares - Puerto Rico – Alberto López - Wales – Rhodri Ihenacho |

### Talent & Creativity
| Kết quả     | Thí sinh |
| ----------- | --- |
| Chiến thắng | - Canada – Francesco Cena |
| Top 10      | - Bolivia – Kristoff Baez - Trung Quốc – Tan Zeyong - Cộng hòa Séc – Milan Nevosad - Anh – Roland Johnson - Mông Cổ – Enkhbold Erdenetuya - Hà Lan – Bas Gosewisch - Venezuela – Jesús Zambrano - Việt Nam – Trương Nam Thành - Wales – Rhodri Ihenacho |
| Top 15      | - Colombia – Francisco Escobar - Croatia – Vanja Grgeć - New Zealand – Courtenay Bernard - Nga – Kirill Bondarenko - Singapore – Edison Ho Jian Yang |

### Multimedia Challenge
| Kết quả     | Thí sinh                                                                                                  |
| ----------- | --- |
| Chiến thắng | - Philippines – Andrew Wolff                                                                              |
| Top 5       | - Bỉ – Gianni Sennesael - Canada – Francesco Cena - Colombia – Francisco Escobar - Hà Lan – Bas Gosewisch |

### Extreme Challenge
| Kết quả     | Thí sinh |
| ----------- | --- |
| Chiến thắng | - Croatia – Vanja Grgeć |
| Á quân 1    | - Colombia – Francisco Escobar |
| Top 15      | - Bỉ – Gianni Sennesael - Trung Quốc – Tan Zeyong - Costa Rica – Jorge Castillo - Latvia – Kaspars Romanovs - Ma Cao – Kim Wu Ngai Kin - México – Enrique Mayagoitia - Hà Lan – Bas Gosewisch - Paraguay – Miguel Cardozo - Philippines – Andrew Wolff - Ba Lan – Krystian Kurowski - Bồ Đào Nha – Paulo Jórge Soares - Puerto Rico – Alberto López - Thổ Nhĩ Kỳ – Barış Aslan |

### Fashion & Style
| Kết quả     | Thí sinh                      |
| ----------- | ----------------------------- |
| Chiến thắng | - Việt Nam – Trương Nam Thành |

## Trình diễn
- Sweat (Snoop Dogg ft David Guetta) – Denim Dance
- One Vision (Queen) – Fashion & Style Challenge
- Your Song (Elton John) – trình diễn bởi Jonathan và Charlotte
- Call Me Maybe (Carly Rae Jepsen) – Coronation Moment

## Thí sinh tham gia
48 thí sinh dự thi.
| Quốc gia/Vùng lãnh thổ | Thí sinh            | Tuổi | Chiều cao              | Quê quán              | T.k.   |
| ---------------------- | ------------------- | ---- | ---------------------- | --------------------- | ------ |
| Anh                    | Roland Johnson      | 20   | 1,90 m (6 ft 3 in)     | Surrey                | [ 3 ]  |
| Argentina              | Franco Belotti      | 26   | 1,86 m (6 ft 1 in)     | Buenos Aires          | [ 4 ]  |
| Ấn Độ                  | Taher Ali           | 25   | 1,85 m (6 ft 1 in)     | Mumbai                | [ 5 ]  |
| Ba Lan                 | Krystian Kurowski   | 27   | 1,87 m (6 ft 1+1⁄2 in) | Wrocław               | [ 6 ]  |
| Bắc Ireland            | Michael McCann      | 24   | 1,80 m (5 ft 11 in)    | Belfast               | [ 7 ]  |
| Bỉ                     | Gianni Sennesael    | 22   | 1,91 m (6 ft 3 in)     | Diksmuide             | [ 8 ]  |
| Bolivia                | Kristoff Baez       | 22   | 1,86 m (6 ft 1 in)     | Santa Cruz            | [ 9 ]  |
| Bosna và Hercegovina   | Zlatan Duratović    | 22   | 1,84 m (6 ft 1⁄2 in)   | Sarajevo              | [ 10 ] |
| Bồ Đào Nha             | Paulo Jórge Soares  | 21   | 1,86 m (6 ft 1 in)     | Lisboa                | [ 11 ] |
| Brasil                 | William Rech        | 25   | 1,80 m (5 ft 11 in)    | Novo Hamburgo         | [ 12 ] |
| Bulgaria               | Stefan Miletiev     | 23   | 1,80 m (5 ft 11 in)    | Sofia                 | [ 13 ] |
| Canada                 | Francesco Cena      | 21   | 1,65 m (5 ft 5 in)     | Vancouver             | [ 14 ] |
| Colombia               | Francisco Escobar   | 21   | 1,90 m (6 ft 3 in)     | Cali                  | [ 15 ] |
| Costa Rica             | Jorge astillo       | 23   | 1,84 m (6 ft 1⁄2 in)   | San Ramon             | [ 16 ] |
| Croatia                | Vanja Grgeć         | 25   | 1,87 m (6 ft 1+1⁄2 in) | Zagreb                | [ 17 ] |
| Đức                    | Alessandro Izzo     | 21   | 1,84 m (6 ft 1⁄2 in)   | Hockenheim            | [ 18 ] |
| Guadeloupe             | Wendy Villeronce    | 22   | 1,88 m (6 ft 2 in)     | Basse-Terre           | [ 19 ] |
| Hà Lan                 | Bas Gosewisch       | 22   | 1,88 m (6 ft 2 in)     | Overijssel            | [ 20 ] |
| Honduras               | Kilber Ponce        | 23   | 1,80 m (5 ft 11 in)    | San Pedro Sula        | [ 21 ] |
| Hy Lạp                 | Dimitris Valvis     | 27   | 1,88 m (6 ft 2 in)     | Syros                 | [ 22 ] |
| Ireland                | Leo Delaney         | 20   | 1,85 m (6 ft 1 in)     | Limerick              | [ 23 ] |
| Latvia                 | Kaspars Romanovs    | 27   | 1,90 m (6 ft 3 in)     | Balvi                 | [ 24 ] |
| Liban                  | Rodolphe Nader      | 20   | 1,85 m (6 ft 1 in)     | Beirut                | [ 25 ] |
| Luxembourg             | Kevin Stamerra      | 25   | 1,90 m (6 ft 3 in)     | Esch-Sur-Alzette      | [ 26 ] |
| Ma Cao                 | Kim Wu Ngai Kin     | 24   | 1,78 m (5 ft 10 in)    | Ma Cao                | [ 27 ] |
| Malta                  | Robert Galea        | 25   | 1,85 m (6 ft 1 in)     | Rabat                 | [ 28 ] |
| Martinique             | David Fortune       | 23   | 1,88 m (6 ft 2 in)     | Fort-de-France        | [ 29 ] |
| México                 | Enrique Mayagoitia  | 26   | 1,90 m (6 ft 3 in)     | Monterrey             | [ 30 ] |
| Mông Cổ                | Enkhbold Erdenetuya | 25   | 1,88 m (6 ft 2 in)     | Ulaanbaatar           | [ 31 ] |
| Nam Phi                | Andrew Govender     | 25   | 1,83 m (6 ft 0 in)     | Johannesburg          | [ 32 ] |
| New Zealand            | Courtenay Bernard   | 27   | 1,84 m (6 ft 1⁄2 in)   | West Auckland         | [ 33 ] |
| Nga                    | Kirill Bondarenko   | 27   | 1,89 m (6 ft 2+1⁄2 in) | Vladivostok           | [ 34 ] |
| Nhật Bản               | Shuhei Arai         | 27   | 1,83 m (6 ft 0 in)     | Nara                  | [ 35 ] |
| Paraguay               | Miguel Cardozo      | 25   | 1,86 m (6 ft 1 in)     | Asunción              | [ 36 ] |
| Perú                   | Rodrigo Fernandini  | 21   | 1,80 m (5 ft 11 in)    | Lambayeque            | [ 37 ] |
| Pháp                   | Alexandre Cheraibi  | 24   | 1,88 m (6 ft 2 in)     | Soissons              | [ 38 ] |
| Philippines            | Andrew Wolff        | 27   | 1,89 m (6 ft 2+1⁄2 in) | Manila                | [ 39 ] |
| Puerto Rico            | Alberto López       | 23   | 1,78 m (5 ft 10 in)    | San Juan              | [ 40 ] |
| Cộng hòa Séc           | Milan Nevosad       | 20   | 1,91 m (6 ft 3 in)     | Mladá Boleslav        | [ 41 ] |
| Singapore              | Edison Ho Jian Yang | 26   | 1,75 m (5 ft 9 in)     | Yishun                | [ 42 ] |
| Tây Ban Nha            | Alvaro Villanueva   | 21   | 1,89 m (6 ft 2+1⁄2 in) | Seville               | [ 43 ] |
| Thổ Nhĩ Kỳ             | Barış Aslan         | 22   | 1,88 m (6 ft 2 in)     | Istanbul              | [ 44 ] |
| Trung Quốc             | Tan Zeyong          | 23   | 1,88 m (6 ft 2 in)     | Hunan                 | [ 45 ] |
| Ukraina                | Oleksandr Bogdanov  | 26   | 1,78 m (5 ft 10 in)    | Kyiv                  | [ 46 ] |
| Venezuela              | Jesús Zambrano      | 22   | 1,89 m (6 ft 2+1⁄2 in) | Táchira               | [ 47 ] |
| Việt Nam               | Trương Nam Thành    | 21   | 1,83 m (6 ft 0 in)     | Thành phố Hồ Chí Minh | [ 48 ] |
| Wales                  | Rhodri Ihenacho     | 19   | 1,84 m (6 ft 1⁄2 in)   | Swansea               | [ 49 ] |
| Ý                      | Fabio Rondinelli    | 27   | 1,90 m (6 ft 3 in)     | Settingiano           | [ 50 ] |

## Chú ý

### Lần đầu tham gia
- Ma Cao

### Trở lại
- Lần cuối tham gia vào năm 1998:
  -  Bồ Đào Nha
- Lần cuối tham gia vào năm 2000:
  -  Argentina
- Lần cuối tham gia vào năm 2007:
  -  Việt Nam